# Arthur Ashkin
Arthur Ashkin (Brooklyn, New York, 2. rujna 1922.), američki fizičar. Diplomirao (1947.) na Sveučilištu Columbia u New Yorku, doktorirao (1952.) na Sveučilištu Cornell u Ithaci. Radio je u Bellovim laboratorijima u Murray Hillu (od 1952. do 1992.). Od 1961. bavio se nelinearnom optikom, laserima, svjetlovodima, piezoelektričnim kristalima i drugim. Pokusima (od 1970.) s pomoću laserskih zraka pokušavao je hvatati i premještati prozirne kuglice promjera od 0,59 do 2,68 μm. Otkrio je da kuglice raspršene u vodi bivaju privučene u lasersku zraku razmještene uzduž nje. Optičku pincetu, uređaj koji je s pomoću fokusiranoga laserskog snopa mogao uhvatiti i premjestiti kuglicu, izumio je 1986. Koristio ju je za proučavanje virusa i bakterija. Stvorio je temelje na kojima je S. Chu izgradio atomsku stupicu. Član je Nacionalne akademije znanosti SAD-a (od 1996.). Za razvoj optičke pincete i njezinu primjenu na biološke sustave dobio je Nobelovu nagradu za fiziku (2018.). Iste su godine nagrađeni i G. Mourou i D. Strickland.

## Optička pinceta
Optička pinceta je znanstveni instrument koji se koristi vrlo uskim laserskim snopom kako bi njime djelovao na mikroskopske čestice privlačnom ili odbojnom silom od najčešće nekoliko pikonjutna. Može pokrenuti i zarobiti čestice promjera od pet nanometara do nekoliko mikrometara i držati ih nepomične u prostoru. Osnovni dijelovi optičke pincete su laser, dvije optičke leće i detektor (fotodioda). Laser je izvor svjetlosti a promatrani uzorak nalazi se na putu laserske svjetlosti, između dviju leća. Prva leća fokusira paralelan snop laserske svjetlosti tako da mu je žarište u uzorku, a nakon prolaska svjetlosti kroz uzorak druga leća hvata raspršenu svjetlost i stvara paralelan snop. Čestica se zarobljava u središtu laserskoga snopa neposredno ispred žarišta. S pomoću detektora bilježi se interferencija laserske svjetlosti koja je prošla kroz uzorak bez raspršenja i svjetlosti koja se raspršila, što omogućuje određivanje položaja čestice s točnošću od jednoga nanometra.
Optička pinceta se uspješno primjenjuje na primjer za hvatanje i pomicanje pojedinih molekula DNK, za istraživanje koloidnih sustava, molekula koje služe za prijenos tvari u stanici, za hvatanje pojedinih virusa ili bakterija. Prvi se njome koristio A. Ashkin 1986., za što je 2018. dobio Nobelovu nagradu za fiziku.